# Cispadanska Republika
Cispadanska Republika je bivša država koja se nalazila na Apeninskom poluotoku, južno od rijeke Po. Osnovao ju je Napoleon Bonaparte 1796. godine spajanjem područja gradova Bologne, Ferrare, Modene i Reggia, te pokrajine Romagne. Spajanjem s Transpadanskom Republikom 1797. godine činila je Cisalpinsku Republiku, koja je 1802. preimenovana u Talijansku republiku, a dvije godine kasnije postala jezgrom Kraljevine Italije s Napoleonom kao kraljem.